# Мейсон, Дэниел
Дэниел Филипп Мейсон (англ. Daniel Mason; род. 1976, Пало-Алто, Калифорния) — американский писатель, профессор клинической психиатрии.

## Биография
Дэниел Мейсон вырос в Пало-Альто. Изучал биологию в Гарвардском университете и медицину в Калифорнийском университете в Сан-Франциско. Изучал малярию на протяжении одного года на границе Мьянмы и Таиланда. Свой дебютный роман, «Настройщик», написал ещё будучи студентом-медиком, начав его во время путешествия в Азию. В 2004 году роман был поставлен в виде оперы под названием The Piano Tuner. Критики сравнивают книгу с «Сердцем тьмы» Джозефа Конрада. Андреа Барретт из The New York Times назвала книгу «тщательно увлекательной» и заявила, что персонаж Дрейка — её главное достижение, хотя она, как и Эрмуан Ли из The Guardian, отметила, что исторические отступления в книге «неуклюжи» или «сидят скованно».
Произведения Мейсона публиковались в журналах Harper’s, The Atlantic, New York Times Book Review и других. Романы были переведены на 28 языков.
В 2020 году был удостоен литературной премии Джойс Кэрол Оутс в размере 50 000 долларов за роман «Зимний солдат». В том же году он стал финалистом Пулитцеровской премии за художественную книгу за сборник «Журнал моего путешествия по Земле». Алексис Берлинг в рецензии для San Francisco Chronicle назвал его «Уникальным и завораживающим…», «первый сборник рассказов Мейсона — это сокровищница пышных сцен разворачивающихся в далеких временах и местах, от дикой Англии до Малайского архипелага…».
Мейсон работает психиатром в Стэнфордской больнице и преподает литературу в Стэнфордском университете. Женат на писательнице Саре Хоутелинг.

## Произведения
- «Настройщик» (The Piano Tuner, 2002)
- A Far Country (2007)
- Death of the Pugilist, or The Famous Battle of Jacob Burke & Blindman McGraw (2008)
- «Зимний солдат» (The Winter Soldier, 2018)
- A Registry of My Passage upon the Earth (2020)
- «Северный лес» (North Woods, 2023)